# Rockhopper Creek
Koordinaten: 53° 6′ S, 73° 41′ O
Der Rockhopper Creek (englisch für Felsenpinguinbach) ist ein Gletscherbach auf der Insel Heard im südlichen Indischen Ozean. Er fließt vom Stephenson-Gletscher in nordöstlicher Richtung entlang der Kliffs östlich des Scarlet Hill und mündet am Skua Beach ins Meer.
Benannt ist er nach den in der Nachbarschaft brütenden Felsenpinguinen.